# Grey DeLisle
Erin Grey Van Oosbree występująca jako Grey DeLisle lub Grey Griffin (ur. 24 sierpnia 1973 w Fort Ord w Stanach Zjednoczonych) – amerykańska piosenkarka oraz aktorka filmowa i głosowa.

## Dyskografia
- 2000 – The Small Time
- 2002 – Homewrecker
- 2003 – Bootlegger, Vol. 1
- 2004 – The Graceful Ghost
- 2005 – Iron Flowers
- 2005 – Loggerheads soundtrack
- 2006 – Willie We Have Missed You, piosenka zawarta w albumie Beautiful Dreamer: The Songs of Stephen Foster (Nagroda Grammy)
- 2007 – Anchored in Love: A Tribute to June Carter Cash

## Filmografia

### Role dubbingowe
- 2010 – StarCraft II: Wings of Liberty – Annabella „Nova” Terra
- 2005 – Awatar: Legenda Aanga – Księżniczka Azula
- 2005 – Knights of the Old Republic II: The Sith Lords – Handmaiden
- 2004 – Vampire: The Masquerade – Bloodlines – Jeanette, Therese
- 2004–2006 – W.I.T.C.H. Czarodziejki – Miranda
- 2004 – Dom dla zmyślonych przyjaciół pani Foster – Franka, Księżna, Goo i inne
- 2002 – seria Scooby Doo – Daphne
- 2001 – Wróżkowie chrzestni – Vicky